# Villeneuve-de-Marsan
Villeneuve-de-Marsan település Franciaországban, Landes megyében. Lakosainak száma 2487 fő (2022. január 1.). Villeneuve-de-Marsan Arthez-d’Armagnac, Le Frêche, Lacquy, Perquie, Pujo-le-Plan, Saint-Cricq-Villeneuve és Sainte-Foy községekkel határos.

## Népesség
A település népessége az elmúlt években az alábbi módon változott:
| Lakosok száma | 1915 | 2035 | 2107 | 2306 | 2421 | 2430 | 2413 | 2436 | 2445 | 2487 |
|               | 1968 | 1982 | 1990 | 2006 | 2013 | 2015 | 2017 | 2019 | 2020 | 2022 |